# Suru Suursoo
Suru Suursoo är ett träsk i Estland.   Det ligger i landskapet Harjumaa, i den centrala delen av landet, 50 km öster om huvudstaden Tallinn. Träskets område är ca 2557 ha och ligger inom naturreservatet Põhja-Kõrvemaa, Estlands tredje största naturreservat, vilket främst består av träsk och skog.
Årsmedeltemperaturen i trakten är 2 °C. Den varmaste månaden är juli, då medeltemperaturen är 17 °C, och den kallaste är januari, med −13 °C.